# Rhipidoglossum adoxum
Rhipidoglossum adoxum é uma espécie de orquídea, família Orchidaceae, que existe na Etiópia, Quênia e Uganda. Trata-se de planta epífita, monopodial  com caule que mede pelo menos vinte centímetros de comprimento e tem folhas alternadas ao longo de todo o caule; cujas pequenas flores tem um igualmente pequeno nectário sob o labelo.

## Publicação e sinônimos
- Rhipidoglossum adoxum (F.N.Rasm.) Senghas, Schlechter Orchideen 1(16-18): 1110 (1986).

Sinônimos homotípicos:
- Diaphananthe adoxa F.N.Rasm., Norweg. J. Bot. 21: 229 (1974).

- Angraecopsis adoxa (F.N.Rasm.) R.Rice, Prelim. Checklist & Survey Subtrib. Aerangidinae (Orchidac.): 20 (2005).